# Provespa anomala
Provespa anomala är en getingart som först beskrevs av Henri Saussure 1854.  Provespa anomala ingår i släktet Provespa och familjen getingar. Inga underarter finns listade i Catalogue of Life.